# Букатини
Букатини (итал. bucatini от bucato — «дырявый») — вид толстых макарон из твёрдых сортов пшеницы длиной 25—30 см и диаметром до 3 мм, а также с отверстием шириной 1 мм, проходящем по центру изделия. На юге Италии имеют другое название — перикателли. Распространен по всему Лацио, особенно в Риме. Национальное итальянское блюдо.
Отверстие проделывают с помощью тростника или специального стержня, известного как ферретто, он же используется и для приготовления схожих видов макарон. Оно предназначено не только для захвата соуса во время еды, но и для равномерного приготовления изделия. Сами букатини могут быть как маленького размера — букатини пиколи (итал. bukatini picoli), так и большого — букатини гранди (итал. bukatini grandi).
Распространены во всей провинции Лацио, особенно в Риме. Своеобразная вытянутая форма определяет во многом и способ приготовления этого блюда — среднее время готовки около 9 минут. В итальянской кухне букатини подают с масляными соусами, мясом, овощами, сыром, яйцами и анчоусами или сардинами.
В СССР букатини назывались просто макаронами, а блюдо с ними и фаршем являлось "правильной" версией макарон по-флотски. Также букатини были показаны в киноленте «Берегите женщин».
По одной из версий, данный вид макарон был изобретен в Раннем Средневековье арабами, которые брали их с собой в походы в качестве провианта. В X веке арабы завоевали Сицилию, там технология изготовления пасты была доработана, и в XII веке сицилийцы уже торговали новым продуктом под названием «нити из Палермо». В современной Италии авторство макарон итальянцы приписывают себе.